# Serrano (Guanajuato)
Serrano es una localidad del estado mexicano de Guanajuato. Es parte del municipio de Irapuato.

## Demografía
| Gráfica de evolución demográfica |
|                                  |

| Censo | Población |
| ----- | --------- |
| 1900  | 389       |
| 1910  | 385       |
| 1921  | 227       |
| 1930  | 411       |
| 1940  | 399       |
| 1950  | 520       |
| 1960  | 644       |
| 1970  | 880       |
| 1980  | 1 046     |
| 1990  | 1 156     |
| 2000  | 1 113     |
| 2010  | 1 236     |
| 2020  | 1 433     |